# Književnost u 1907.
◄◄ | ◄ | 1904. | 1905. | 1906. | 1907.  | 1908. | 1909. | 1910. | ► | ►►
Arhitektura • Astronomija • Biologija • Film • Fotografija • Glazba • Kazalište • Kemija • Kiparstvo • Knjige • Književnost • Kršćanstvo • Meteorologija • Medicina • Planinarstvo • Politika • Pravo • Promet • Slikarstvo • Strip • Šport • Televizija • Znanost • Zrakoplovstvo • Željeznički promet
Književnost u 1907.

## Svijet

### Književna djela
- Čudesno putovanje Nilsa Holgerssona kroz Švedsku (II. dio) Selme Lagerlöf

### Nagrade i priznanja
- Nobelova nagrada za književnost:

### Smrti
- 16. veljače – Giosuè Carducci, talijanski pjesnik (* 1835.)
- 7. rujna – Sully Prudhomme, francuski književnik (* 1839.)

## Vanjske poveznice
|  | Zajednički poslužitelj ima još gradiva o temi Književnost u 1907. |